# Cristarmadillidium breuili
Cristarmadillidium breuili är en kräftdjursart som beskrevs av Albert Vandel 1954. Cristarmadillidium breuili ingår i släktet Cristarmadillidium och familjen klotgråsuggor. Inga underarter finns listade i Catalogue of Life.